# 柳泌

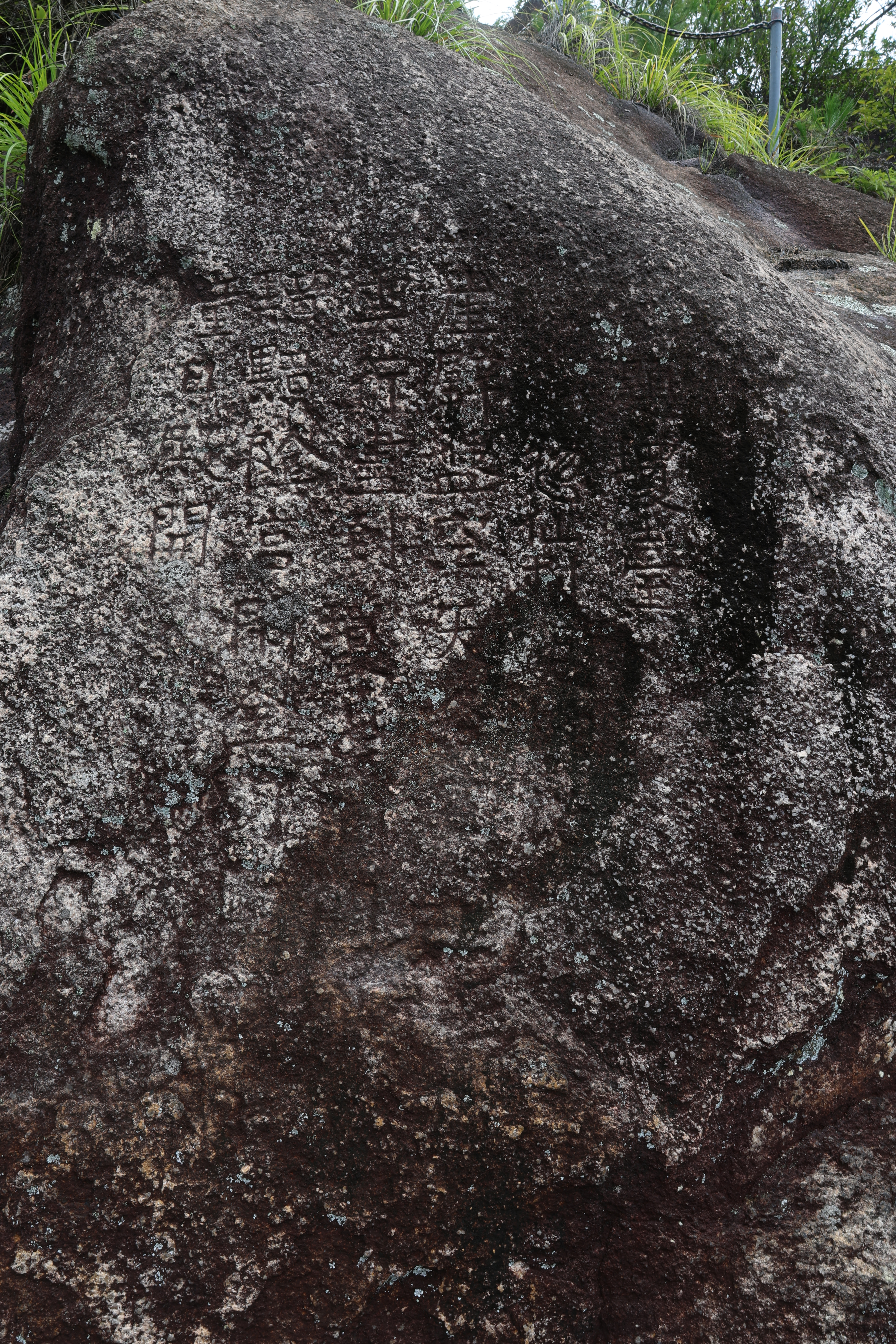
元和十四年（819），柳泌任台州刺史時，在天台山瓊臺採藥留下的詩《題瓊臺》。

柳泌（8世纪？—820年2月25日），唐朝炼丹者，本名杨仁昼。

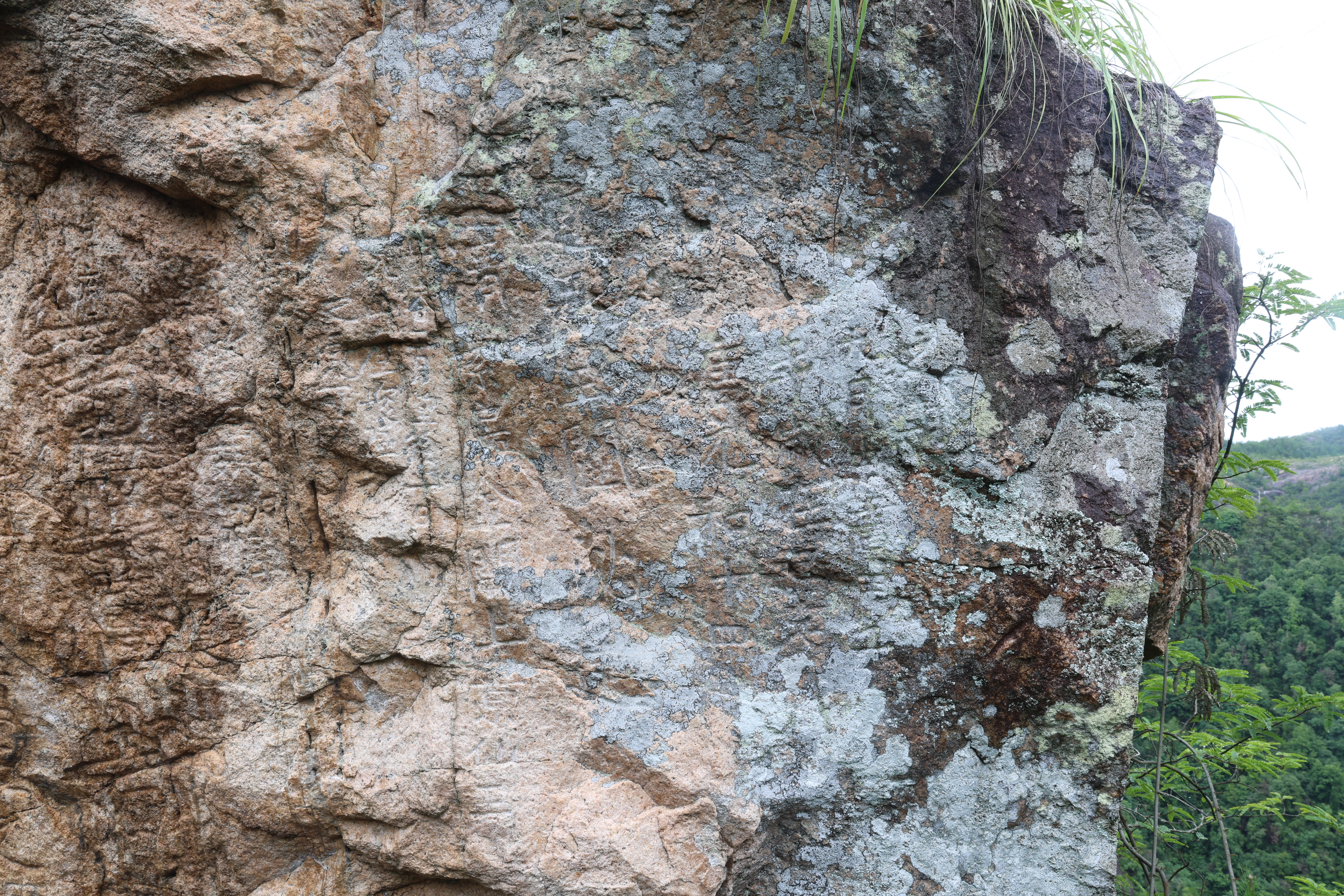
柳泌在瓊臺的另一幅題字，也與神仙之術有關：玉清紫房金闕上京仙王道君玉闥。泌建。唐元和十四年歲在己亥六日，中書甲子之期。

柳泌年轻时习医术，皇甫镈与金吾将军李道古推荐柳泌、僧人大通作长生药。柳泌自称能化金为不死药，僧人大通说自己一百五十岁，有不死药，都待诏翰林。田元佐与董景珍、李元戢又通过柳泌、大通荐推荐给唐宪宗。元和十三年（818年）十一月，以柳泌为台州刺史，让他上天台山采仙药。后来一年一无所得，举家逃入山谷。浙东观察使追捕，送于京师，皇甫镈与李道古向皇帝保证他能制药。元和十四年（819年）十一月，宪宗服用柳泌金丹药，起居舍人裴濆上表劝谏，被贬为江陵县令。宪宗服药后日益烦躁，喜怒不常，很多宦官非罪被杀，于是元和十五年（820年）正月廿七，宪宗被弑。二月初八，唐穆宗把柳泌交付京兆府杖决处死，李道古贬为循州司马，皇甫镈贬为崖州司户参军，死在崖州。柳泌临死前说：“我本无此心，是李道古教我，让我说年寿四百岁。”府吏防备周密，怕他隐化；等到解衣被处决，没有变异，只有灸灼的瘢痕浃身而已。